# Sophie Dorothee von Podewils
Sophie Dorothee Gräfin von Podewils(-Juncker-Bigatto), geb. Freiin von Hirschberg (* 16. Februar 1909 in Bamberg; † 5. Oktober 1979 in Starnberg) war eine deutsche Erzählerin und Lyrikerin.
Dorothee Gräfin Podewils, geborene Freiin von Hirschberg, war eine Tochter des bayerischen Generalleutnants Karl Freiherr von Hirschberg (1855–1927) und die Schwester des Filmproduzenten Rüdiger Freiherr von Hirschberg (1907–1987).
Sie studierte Malerei und Graphik in Brüssel und Paris und heiratete 1932 Clemens Graf von Podewils-Dürniz, mit dem sie bis 1945 auf Schloss Schweißing (Svojšín in Westböhmen) lebte. Sie war Lyrikerin, Erzählerin, Essayistin und Übersetzerin. Ihre Tochter ist die Autorin Barbara von Wulffen.

## Werke
- Die geflügelte Orchidee 1. Auflage, S. Fischer, Berlin 1941.
- Wanderschaft [Roman], Suhrkamp, Berlin / Frankfurt am Main 1948.
- Schattengang [Roman], List, München 1982, ISBN 3-471-78421-7.